# Lepidium strongylophyllum
Lepidium strongylophyllum là một loài thực vật có hoa trong họ Cải. Loài này được F. Mull. mô tả khoa học đầu tiên năm 1863.
Phạm vi bản địa của loài này là miền Trung nước Úc.

## Miêu tả
Cây bụi sống lâu năm, mọc thẳng, cao tới 40 cm, nhẵn, đôi khi có lông; lá hình trứng ngược, dài 15–30 mm, rộng 10–20 mm, có lông.
Lá đài dài 3–5 mm; cánh hoa dài 4–6 mm, màu trắng; nhị 6.
Silicula hình elip, dài 5–7 mm, rộng 4-5,5 mm, có cánh ở nửa trên của quả, tạo thành một khía bằng 1/6 chiều dài của quả; cuống xòe, dài 5–7 mm; hạt hình trứng, dài 2–3 mm.